# DarkBASIC
DarkBASIC è un compilatore per la creazione di applicazioni e giochi 2D o 3D di vario tipo.

## Descrizione
Darkbasic prende spunto dai codici Basic e C++ (attraverso apposite librerie) per creare un nuovo codice orientato verso gli aspetti grafici, anche grazie all'implementazione delle librerie grafiche DirectX.
Sono state pubblicate due versioni: Darkbasic classic e Darkbasic professional, l'ultima in continuo aggiornamento.
Questo compilatore utilizza una programmazione orientata agli oggetti, che permette un maggiore controllo sulla grafica.
Esistono molti manuali di Darkbasic, compreso quello ufficiale di 400 pagine in inglese, scaricabili gratuitamente dal web.